# Роман о Бруте
Роман о Бруте (англо-норм. Roman de Brut) — рыцарский роман Васа, завершённый в 1155 г.:XII, где в стихах на англо-нормандском языке рассказана история Британии.

## Сюжет
Повествование начинается от подвигов Брута, потомка Энея, который после многих побед сначала над греками, потом над франками, прибывает в Альбион и там основывает Лондон. Затем поэт передает историю потомков Брута, королей Великобритании, их подвиги и победы над врагами; между отдельными эпизодами интересны история короля Лира и его трёх дочерей и рассказ о набеге датских выходцев, Генкста и Горса. Вас отчасти почерпнул материал своего романа из латинской хроники «История королей Британии» Гальфрида Монмутского. Джудит Вейсс предполагает, что источником Васа был вариант II («Версия первого варианта») «Истории», хотя другие исследователи предполагали, что, напротив, текст Васа повлиял на неизвестного переписчика, составившего этот вариант.

## Особенности

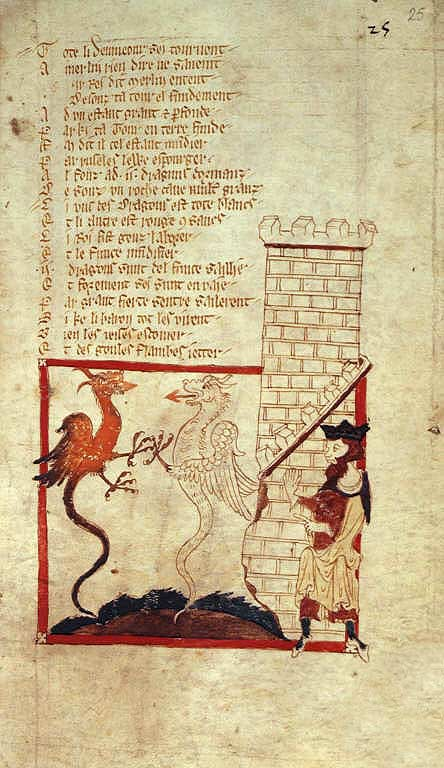
Башня Вортиджерна, схватка белого и красного драконов. Манускрипт «Романа о Бруте» XIV в.

По сравнению с Гальфридом Вас усиливает мотив рыцарственного поведения героев, усложняет их взаимоотношения, добавляет романические детали. Он четко формулирует куртуазные идеалы, которые станут затем непременным аксессуаром последующих рыцарских романов. Военная доблесть и великодушие, любовь к славе и чувство меры, защита слабых и сирых и щедрость — все это не облечено у Васа в религиозные одежды, что станет типичным для одного из направлений рыцарского романа, которое заявит о себе на пороге следующего столетия. Христианский элемент здесь едва проглядывает. В то же время все таинственное и чудесное, вообще мотивы кельтского фольклора явно увлекают поэта.
Вас широко вводит в свою книгу описания придворных празднеств и рыцарских поединков, особенно проявляя в этом свой талант. Любовные мотивы, столь конструктивные для развития куртуазного романа, не играют в книге Васа ведущей роли, занимая немного места.
Ещё одно отличие от хроники Гальфрида — придуманный Васом мотив «Круглого Стола», столь важный для дальнейшего развития рыцарского романа. Король Артур в трактовке Васа царил не просто над всем западным миром; благодаря Круглому Столу он оказывался главой, «первым среди равных», некоего абстрактного мира рыцарства, символом которого и становился Круглый Стол. Он является олицетворением не только равенства всех допущенных к нему, но и своеобразного рыцарского братства, связанного как бы круговой порукой, заставляющей каждого члена этого братства уважать друг друга, приходить друг другу на помощь, отправляться на поиски своего собрата, если тот к определённому сроку не прибыл в пиршественную залу короля Артура, где помещался Круглый Стол. Завоевание права восседать рядом с другими за этим столом, поиски рыцаря, не явившегося на общую трапезу,— всё это станет ведущими мотивами рыцарского романа на следующем этапе его развития. В идее Круглого Стола, не случайно возникшей при дворе первых Плантагенетов, содержалась заявка на некое мировое господство, или по крайней мере ведущую роль британской короны.
Роман о Бруте содержит 18000 восьмисложных стихов. Сохранилось свыше 30 рукописей романа, относящихся к XIII—XV веков:XXVIII, XXIX.

## Переводы
Существует несколько переводов «Романа о Бруте» на современный английский язык.
- Прозаический перевод Юджина Мэйсона, 1912[4].
- Прозаический перевод Джудит Вайс, 1999[2] — синхронизирован со старофранцузским текстом. За основу перевода взята версия из издания Айвора Арнольда, исправленная во многих местах по манускриптам, где их тексты Д. Вайс оценивает как более соответствующие первоначальному.
- Перевод Артура Уэйна Гловки «нерифмованным ямбическим тетраметром», 2005[5][6].